# L’affaire Farewell
L’affaire Farewell ist ein französischer Spionagethriller von Christian Carion aus dem Jahr 2009. Thema des Films ist die Spionageaffäre um den sowjetischen Doppelagenten und KGB-Offizier Wladimir Wetrow, der in den 1980er Jahren Informationen über das sowjetische Waffenprogramm und das Agentennetz des KGB an den französischen Geheimdienst Direction de la surveillance du territoire (DST) lieferte.
Farewell ist der vom DST vergebene Codename für den Agenten.

## Inhalt
Moskau zu Anfang der 1980er Jahre, es herrscht Kalter Krieg, in Frankreich sind gerade die Sozialisten unter François Mitterrand an die Macht gekommen. In Moskau nimmt ein hoher kommunistischer Funktionär Kontakt zu dem Ingenieur Pierre Froment auf, der dort für ein französisches Technologieunternehmen arbeitet. Sergei Grigoriev, KGB-Offizier, ist seit seinem Aufenthalt als Handelsattaché an der französischen Botschaft in Paris ein Bewunderer der französischen Literatur und der Lebensart der Franzosen. Er ist ein Eigenbrötler, der von der Politik der Breschnew-Regierung und dem Sozialismus sowjetischer Prägung tief enttäuscht ist. In Paris hat er den Mitarbeiter einer französischen Technologiefirma kennengelernt, der jetzt das Moskauer Büro der Firma leitet.
Er beschließt, militärische und wissenschaftliche Dokumente an den Westen weiterzugeben, mit dem Ziel, die herrschende Regierung zu Fall zu bringen und auf den Trümmern des Sowjetreichs einen neuen, gerechteren Sozialismus aufzubauen. Als Mittelsmann schickt ihm der französische Kontaktmann seinen Mitarbeiter Pierre Froment, einen absoluten Ignoranten, was das Spionagegeschäft betrifft, wie Grigoriev verärgert feststellt. Bald sieht er aber die Vorteile Pierres, der mit seiner unauffälligen Biografie noch nie ins Visier eines Geheimdienstes geraten ist. Ohne es so recht zu merken, wird Pierre immer tiefer in Grigorievs Machenschaften hineingezogen. Zugleich entwickelt sich eine Art Freundschaft zwischen den beiden Männern. Geld nimmt Grigoriev nicht an, allerdings versorgt ihn Pierre mit Cognac und Champagner, mit französischen Chansons und mit westlicher Pop-Musik für Grigorievs Sohn. Zum ständigen Lügen gezwungen, ändert sich allmählich sein Verhalten, auch zu seiner Familie, und die Ehe steuert auf eine Krise zu.
Die auf Mikrofilm kopierten Dokumente erreichen über den Geheimdienst, der die Echtheit des brisanten Materials bestätigt, den französischen Präsidenten. Mitterrand ist aufs höchste beunruhigt und lässt die Informationen an den amerikanischen Präsidenten Ronald Reagan weiterleiten.
Als Gregoriev auffliegt, gelingt Pierre mit seiner Familie die Flucht über Finnland in den Westen. Grigoriev wird inhaftiert, gefoltert, verrät seinen Verbindungsmann aber nicht. Alle Bemühungen Pierres, die CIA zu einem Agentenaustausch zu bewegen und Grigoriew das Leben zu retten, scheitern an dem zynischen Pragmatismus der CIA-Chefs.

## Historischer Hintergrund
Während des G7-Gipfels in Ottawa 1981 informierte Mitterrand den amerikanischen Präsidenten Reagan, dass Frankreich über detaillierte Informationen über das sowjetische Rüstungsprogramm und das Agentennetz des KGB im Westen verfügt. In der Folge kam es zu einer Kooperation zwischen dem Sozialisten Mitterrand und dem republikanischen US-Präsidenten. Der Kontakt in Moskau lief über Xavier Ameil (1923–2021), ein Mitarbeiter der französischen Elektronik-Firma Thomson-CSF. Vetrov, ein hoher KGB-Offizier, kannte ihn von seiner Zeit an der französischen Botschaft in Paris. Vetrov hat Ameil in Moskau 1981 fünfmal getroffen. 1982 wurde Vetrov wegen eines Mordversuchs auf offener Straße an seiner Geliebten Ludmilla, die er verdächtigte, ihn an den KGB verraten zu haben, verhaftet und verurteilt. Dass er die Militärgeheimmnise verraten hatte, war dem KGB zu diesem Zeitpunkt nicht bekannt. Am 5. April 1983 wurden 47 russische Diplomaten aus Paris ausgewiesen und Vetrov als der Verräter durch den KGB identifiziert.
Vladimir Vetrov wurde zum Tod verurteilt.
Erst 1984 wurde die Spionageaffäre publik. Vetrov hat die Namen von Hunderten KGB-Agenten im westlichen Ausland genannt und mehr als 3 000 Dokumente an die Franzosen übermittelt. Alle Details der Affäre sind bisher nicht bekannt, da sich die entsprechenden Akten unter Verschluss befinden.
Das Drehbuch des Films weicht in mehreren Punkten vom historischen Verlauf der Affäre ab.

## Produktion
L’affaire Farewell ist der dritte Film Christian Carions als Regisseur. Die Produktionskosten beliefen sich auf 7,5 Millionen Euro.

### Drehbuch
Wie der Regisseur in einem Interview mit dem Journal du Dimanche ausführte, sollte der Film nach dem Script von Éric Raynaud ursprünglich in einem US-amerikanischen Studio gedreht werden. Als Hauptdarsteller waren Ben Kingsley als KGB-Mann und Jean Reno als Ingenieur vorgesehen. Das Projekt wurde aber nicht ausgeführt. Als Carion sich mit dem Script befasste, vermisste er die Begegnungen zwischen Mitterrand und Reagan, wie sie der Berater des französischen Präsidenten Jacques Attali in seinem Buch beschrieben hatte. Er schlug dem Produzenten Christophe Rossignon daher vor, das Drehbuch komplett neu zu schreiben und zwar mit dem Schwerpunkt auf dem politischen Aspekt der Affäre. Als dritter Drehbuchautor wurde der russische Dokumentarfilmer Sergei Kostin hinzugezogen, der 1997 in Frankreich seine Recherchen über den Fall Farewell unter dem Titel „First published 'Bonjour Farewell“ publiziert hatte. Die Übersetzerin dieses Buchs, Catherine Cauvin-Higgins (* 1952), war als Dolmetscherin eine Mitarbeiterin von Amiel während der Amtszeit Vetrovs. Vetrov ist das literarische Vorbild für die Figur des KGB-Agenten. Mit dessen erstem Kontaktmann Jacques Prevost hat Cauvin-Higgins von 1978 bis 1982 ebenfalls direkt zusammengearbeitet.
Bei dem Gedicht, aus dem im Lauf des Films mehrmals zitiert wird, handelt es sich um La mort du loup von Alfred de Vigny.

### Drehorte
Die Szenen in Moskau wurden in Kiew und in Charkow (Ukraine), die Winterszenen in Finnland gefilmt. Einige Straßenszenen drehte Caron in Moskau unter einem Decknamen und mit dem Vorwand, es handele sich um einen Werbefilm für Coca-Cola.
Das Oval Office wurde in einem leerstehenden Geschäftsgebäude in Ivry-sur-Seine an der Rue Lénine unter der Leitung von Setdesigner Jean-Michel Simonet rekonstruiert. Dort wurden auch die Gefängnisräume des KGB und die Interieurs der Moskauer Wohnungen gebaut. Der Film, den sich Ronald Reagan im Oval Office wiederholt ansieht, ist Der Mann, der Liberty Valance erschoß von John Ford.

### Besetzung
Mit Christian Carion, Guillaume Canet und Emir Kusturica waren drei Filmregisseure als Schauspieler beteiligt, die Schauspieler Niels Arestrup und Christian Sandström haben ebenfalls gelegentlich als Filmregisseure gearbeitet. Da die russischen und englischen Passagen nicht synchronisiert, sondern untertitelt sind, hatten Carion und Kusturica im Vorfeld intensiv Russisch bzw. Französisch zu lernen.
Die beiden russischen Schauspieler Nikita Mikhalkov und Sergey Makovetskiy, die Carion in seinem Film einsetzen wollte, erhielten von dem damaligen Kulturminister Alexander Avdeev keine Dreherlaubnis. Avdeev war nach Auffliegen der Spionageaffäre aus Paris nach Moskau zurückberufen worden.

### Crew
Carion konnte in seinem Film mit einem eingespielten Team arbeiten.
Kameramann war Walther van den Ende, mit dem Carion bereits in Merry Christmas zusammengearbeitet hatte. Andrea Sedlácková war Editorin in Carions beiden ersten Spielfilmen. Dasselbe gilt für den Setdesigner Jean-Michel Simonet. Die Kostüme schuf die französische Kostümbildnerin Corinne Jorry.
Die Filmmusik, eine Mischung aus elektronischer und Orchestermusik, komponierte Clint Mansell. Das Lied Varchavianka singt der Chor der Roten Armee.

## Veröffentlichung
Der Film wurde am 3. September 2009 auf dem Telluride Film Festival und am 16. September 2009 auf dem Toronto Film Festival vorgestellt. Kinostart in Frankreich und in Belgien war der 23. September 2009. In Deutschland wurde der Film bisher weder im Kino noch im Fernsehen gezeigt.
2010 brachte Pathé eine DVD heraus, ergänzt um umfangreiches Bonusmaterial. Neben einem Audio-Kommentar des Regisseurs und einer Bilddokumentation enthält die DVD unter dem Titel L’Affaire Farewell - Entre fiction et réalité(s) einen halbstündigen Dokumentarfilm mit einem ausführlichen Kommentar Carions, sowie Interviews mit Protagonisten der Farewell-Affäre. Zu Wort kommen u. a. Xavier Ameil, Mitarbeiter von Thomson-CSF in Moskau, Jacques Attali, langjähriger Berater von Mitterrand, Marcel Chalet, Direktor des DST von 1975 bis 1982, Jacques Prevost, der damalige Leiter von Thomson-CSF/Moskau und die Ehefrau Vetrovs, Svetlana Vetrov.

## Kritik
Der Film erreichte bei Rotten Tomatoes eine Positivquote von 86 % bei den Kritikern auf der Grundlage von 78 Filmkritiken.